# Orapa
Orapa ist eine Stadt im Central District in Botswana. Dort befindet sich eine bedeutende Diamantenmine.

## Geographie
Im Jahr 2011 hatte Orapa 9544 Einwohner. Der Ort ist ringsum eingezäunt, um Diebe von den Minen fernzuhalten. In die Stadt und zur Mine gelangt man nur durch Passieren der Eingangstore im Osten oder Westen. Die Stadtteile weisen jeweils einheitliche Häuser auf. Orapa ist Verwaltungssitz des Orapa Sub-District.
Orapa liegt am Nordrand der Kalahari. Rund 15 Kilometer südöstlich liegt der Ort Letlhakane mit über 20.000 Einwohnern. Der Mopipi Dam westlich der Stadt wird gelegentlich vom Boteti gespeist und dient der Wasserversorgung in dem ariden Gebiet. Orapa liegt südlich der Makgadikgadi-Salzpfannen und rund 230 Kilometer westlich von Francistown. 

## Geschichte
1967 wurden in dem Gebiet diamanthaltige Kimberlit-Dykes entdeckt; 1971 wurde die Orapa Diamond Mine eingerichtet, 1982 war sie vollständig in Betrieb. In der Folge entstand die Stadt. Orapa bedeutet in Sesarwa (auch Tsoa) „Ruheplatz der Löwen“.
In der von dem kanadischen Unternehmen Lucara Diamond Corp. betriebenen Karowe-Mine wurde im November 2015 der mit 1111 Karat zweitgrößte Diamant der Welt entdeckt.

## Wirtschaft und Infrastruktur
Mit 112 Hektar ist die Orapa Diamond Mine des Debswana-Konzerns der weltweit größte Diamant-Tagebau. Die Mine liegt nördlich der Stadt, die Abraumhalden befinden sich östlich. Mit der Letlhakane Diamond Mine und der Damtshaa Diamond Mine liegen zwei weitere Diamantenminen der Debswana in weniger als 30 Kilometer Entfernung. Alle drei Minen werden von Orapa aus verwaltet. 2011 betrug die Förderung der drei Minen 12,25 Millionen Karat, die Orapa-Mine förderte 2005 allein 14,95 Millionen Karat.
Der Orapa Airport (IATA-Code ORP, ICAO-Code FBOR) wird von Debswana-eigenen Flugzeugen bedient. Die asphaltierte Landebahn ist 1675 Meter lang. Im Ort befindet sich ein Omnibusbahnhof. Straßenverbindungen bestehen nach Osten Richtung Francistown (A30), nach Westen Richtung Rakops sowie über Letlhakane nach Serowe im Südosten (A14). Eine Umgehungsstraße führt südlich der Umzäunung um Orapa herum. 
Das örtliche Krankenhaus verfügt über 65 Betten und dient auch den Bewohnern des umliegenden Boteti Sub-District. Der Fußballverein Orapa United FC spielt in der Botswana Premier League. Das Itekeng Stadium hat 5000 Plätze und liegt in der Stadtmitte. Der Tierpark Orapa Game Park liegt an einem Feuchtgebiet nordwestlich der Stadt.

## Persönlichkeiten
- Lee Eppie (* 1999), Sprinter